# Товарищеский матч

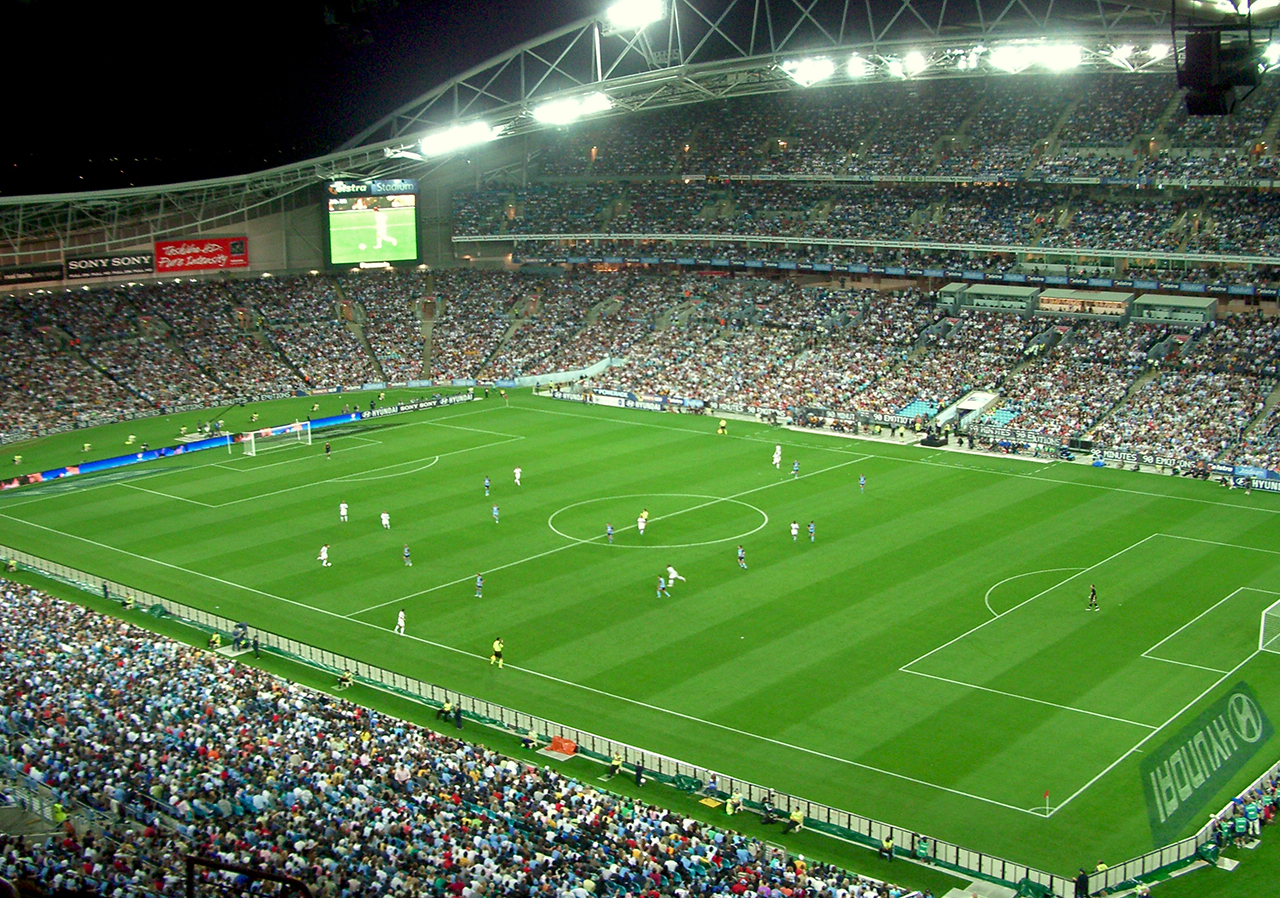
Товарищеский матч Sydney FC против LA Galaxy на ANZ Stadium в ноябре 2007 года.

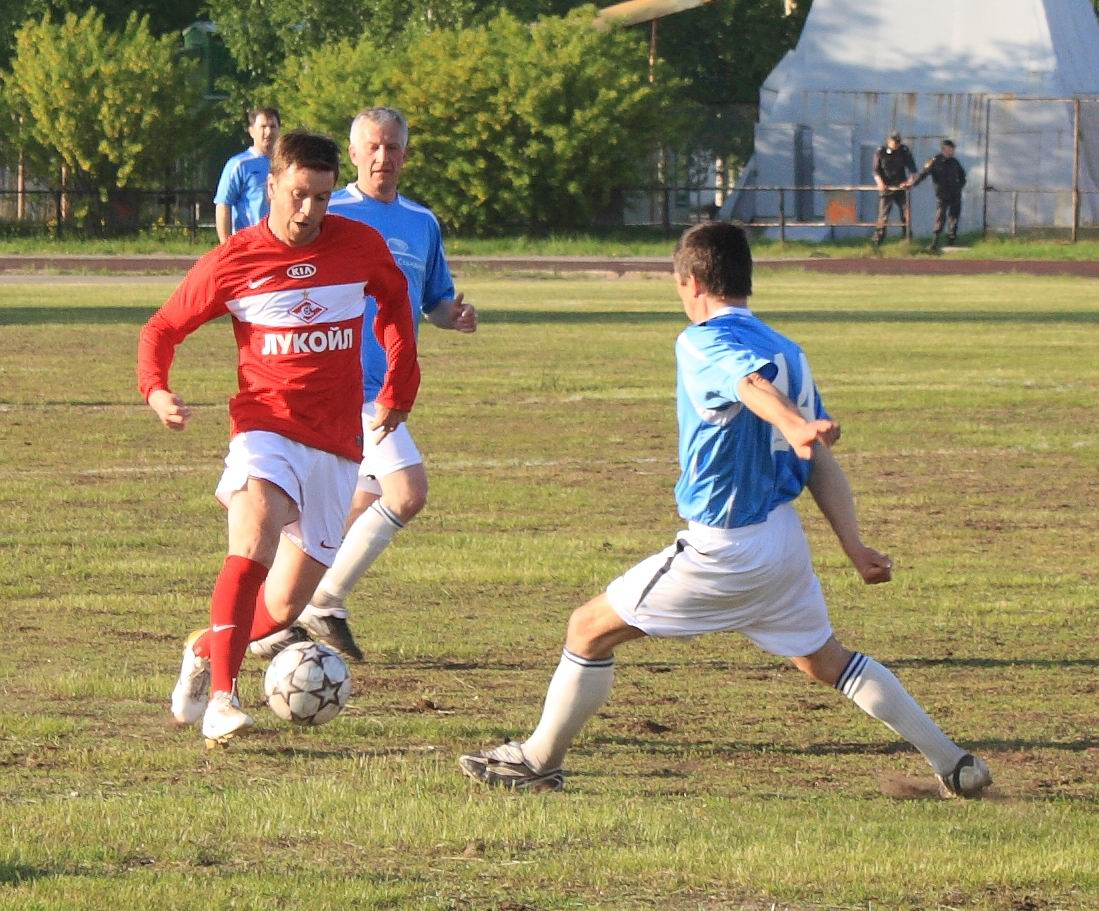
Товарищеский матч команды ветеранов московского «Спартака» и сборной Северодвинска

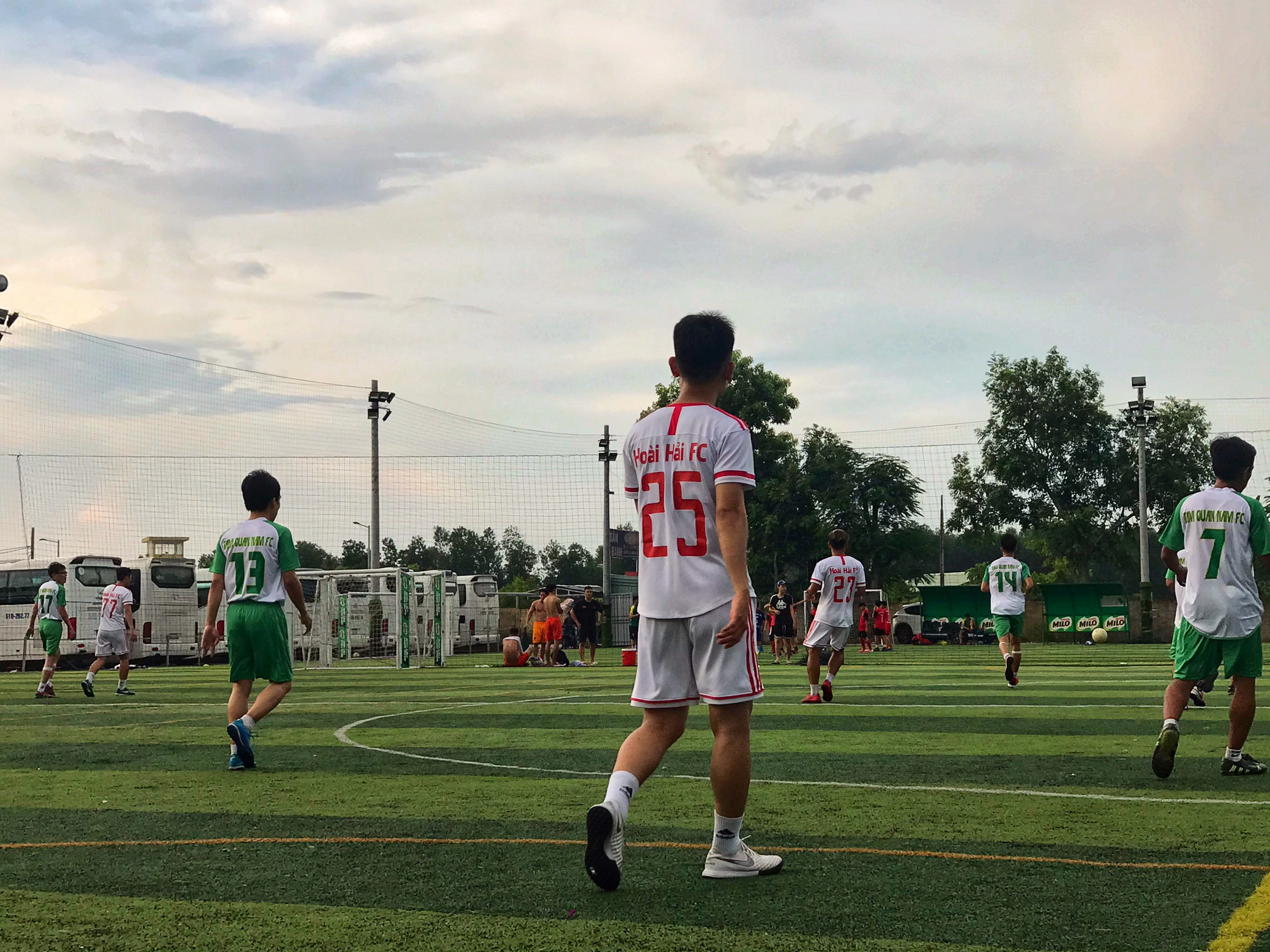
Товарищеский матч во Вьетнаме.

Това́рищеский матч (другие названия — показательный или выставочный матч, предсезонная игра, подготовительный матч, в зависимости от вида спорта и страны) — спортивное мероприятие, проводимое не в рамках какого-либо статусного соревнования (турнира, чемпионата, розыгрыша кубка и т. п.). Для участников товарищеского матча, отдельных спортсменов или команд, результат не важен, так как он не влияет на положение спортсмена или команды в рейтинге или итоговой таблице соревнования. Товарищеские матчи часто служат «разминочными матчами», особенно в командных видах спорта, где эти игры помогают тренерам выбирать и готовить игроков перед соревнованиями. Для сборных команд, члены которых обычно играют в разных командах, товарищеские игры дают возможность научиться игрокам работать друг с другом. Игры могут проводиться между отдельными командами или между частями одной команды.
Товарищеские матчи также могут использоваться для зарабатывания денег, продвижения вида спорта или клуба, празднования или сбора денег на благотворительность. Некоторые спортивные лиги проводят товарищеские «матчи всех звёзд», чтобы продемонстрировать своих лучших игроков, привлечь внимание зрителей, СМИ и спонсоров. Также товарищеские матчи могут проводиться с участием спортсменов или команд из разных лиг или стран, чтобы неофициально определить, кто из них лучший в мире. Международные соревнования, такие как Олимпийские игры, также могут проводить товарищеские игры как часть показательных видов спорта.
Товарищеские матчи проводятся как в командных видах спорта, например, в футболе, так и в других, например, в боксе и шахматах.

## Футбол
На заре футбола товарищеские игры были наиболее распространённым типом матчей. Однако с появлением Футбольной лиги Англии в 1888 году турниры лиг и розыгрыши кубков федераций и лиг стали основными видами футбольных соревнований, как среди профессионалов, так и среди любителей. Таким образом, значение товарищеских матчей, высокое XIX века, значительно снизилось в XX и особенно в XXI веке: к 2000 году почти во всех странах мира были созданы национальные лиги с местными или региональными лигами для команд более низкого уровня.
Футбольные товарищеские матчи обычно проводятся в межсезонье или перед началом регулярного сезона. В таких матчах допускается отступление от правил, например, большее или вовсе неограниченное количество замен, отсутствие предупреждений и тому подобное. Целью товарищеских матчей в основном является тренировка тактики, сыгранности, наигрывания игровых и стандартных комбинаций, проверка в деле кандидатов в команду, определение основного состава команды в командных соревнованиях. Международные товарищеские матчи для национальных команд немного отличаются тем, что ведётся полная статистика и руководящая спортивная организация может ограничить ослабление правил.